# 선저우 3호
선저우 3호(중국어: 神舟三号)는 2002년 3월 25일 발사된 중화인민공화국 선저우 (우주선) 우주선의 세 번째 무인 발사체이다. 이것은 실제로 인간을 태울 수 있는 최초의 선저우 우주선으로, 임무의 주요 목적은 우주에서 인간을 지원하는 데 필요한 시스템을 테스트하는 것이었다. 선체 내에는 심계항진, 맥박, 호흡, 식사, 물질대사 및 배설과 같은 인간의 생리적 신호를 시뮬레이션하는 더미가 탑재되었다.
디자인 변경으로 인해 출시가 몇 달 지연되었다. 선저우 3호는 새로운 인테리어 디자인을 사용할 계획이었지만 구현 문제로 인해 이전 버전으로 되돌아갔다. 로켓과 우주선은 결국 2002년 3월 초 제9차 전국인민대표대회 제5차 회의와 중국인민정치협상회의의 제9차 전국위원회에서 패드 위에 발사됐다.

## 궤도
선저우 3호는 임무 중 궤도를 두 번 바꾼 것으로 추정된다. 첫 번째는 3월 29일 10:15 UTC에 후방 기동 추진기가 약 8초 동안 발사되어 330.2km x 337.2km 궤도에 진입한 것이다. 두 번째는 3월 31일이었다. 두 번 모두 궤도를 높이는 것이었다. 선저우 3호는 이전 선저우 1호와 2호의 경사 궤도가 약 42.59°였던 것에 비해 약간 덜 경사진 42.40° 궤도에서 운용되었다.

## 같이 보기
- 중국의 우주 개발
- 톈궁 계획
- 선저우 (우주선)
- 창정 로켓
- 주취안 위성발사센터